# Lepidozona rothi
Lepidozona rothi är en blötdjursart som beskrevs av Ferreira 1983. Lepidozona rothi ingår i släktet Lepidozona och familjen Ischnochitonidae. Inga underarter finns listade i Catalogue of Life.